# 威廉·馮·里布
威廉·冯·里布騎士（德語：Wilhelm Ritter von Leeb，1876年9月5日–1956年4月29日）是兩次世界大戰中的一位德國軍人，最高官階陸軍元帥。

## 生平

### 早年
威廉·馮·里布出生於巴伐利亞州的蘭茨貝格，他在1895年加入了巴伐利亞軍隊成為軍官學員。在被晉升為炮兵中尉時，里氏被派往中國鎮壓義和團運動。後來，他在慕尼黑進入了巴伐利亞戰爭學院（1907年至1909年）和進入在柏林的總參謀部（1909年至1911年）。被晉升為上尉後，里氏在埃爾蘭根擔任巴伐利亞第10野戰炮的炮兵連指揮官（1912至1913年）。

### 一戰和戰間期
在第一次世界大戰爆發時，里布是巴伐利亞第1軍的參謀人員，然後服役於巴伐利亞第11步兵師。後晉升為少校，1916年夏天，里布被派往東線。次年，他被任命為巴伐利亞王儲魯普雷希特的參謀人員。1916年5月29日，因為於1915年5月2日的戰功，里布收到馬克思·約瑟夫軍事騎士勳章。這在巴伐利亞相當於普魯士的藍馬克斯勳章，與其獲得令里布進入貴族的行列：1916年6月21日，他獲得了貴族的頭銜，其名字因加入“里特”和德國貴族助詞“馮”而改變。
戰爭結束後，威廉·馮·里布留在威瑪防衞軍，這是在凡爾賽條約允許下一支為數100,000人的德國軍隊。1923年，他參與鎮壓了納粹的啤酒館政變。然後在阿道夫·希特勒和納粹黨興起前，馮·里布作為少將指揮第7軍區（其中包括巴伐利亞）。

### 第二次世界大戰
1933年希特勒上台，作为一名保守的天主教徒，里布对新政权持批评态度，但仍然继续在国防军内部升職。由于他的模范服役，希特勒任命他为第二集团军群司令，并于1934年晋升为炮兵大將。希特勒不喜歡馮·里布因為他的反納粹態度，並在將馮·里布晉升為一級上將後於1938年將其退役。但馮·里布在同年7月被召回，指揮第12軍團，其中參加在佔領蘇台德地區的行動。後他再次被迫退役。
在1939年夏天，馮·里布又被召回，指揮C集團軍。在法國戰役前，馮·里布是唯一根據道德基礎上反對通過（中立國）低地國家特別是比利時進攻的德軍將領。他說：“在25年內第二次攻擊中立國比利時，這將使整個世界將轉向反對德國！德國政府在幾個星期前還曾鄭重聲明並答應維護和尊重這種中立。” 在這次戰役中，他的部隊突破了馬其諾防線。因為他在這場勝利中的角色，馮·里布在1940年7月被晉升為陸軍元帥及榮獲騎士鐵十字勳章。
由於當時獲得希特勒的信任，馮·里布入侵蘇聯的巴巴羅薩行動中指揮北方集團軍和負責北部戰區。馮·里布摧毀在波羅的海三國的蘇聯部隊和攻佔波羅的海的所有蘇聯海軍基地。當1941年6月22日開始入侵時，里布的軍隊面對數量上佔壓倒性的蘇聯軍隊但仍獲得了卓越的成就。截至9月底，他的軍隊已推進900公里，雖然未佔領列寧格勒，但也已徹底將其包圍。
尽管他的军队在头几个月取得了巨大的成功，但希特勒并不满足：“里布正在经历他的第二个童年，像一个典型的天主教徒一样，他更喜欢祈祷而不是战斗” .

### 戰敗和退役

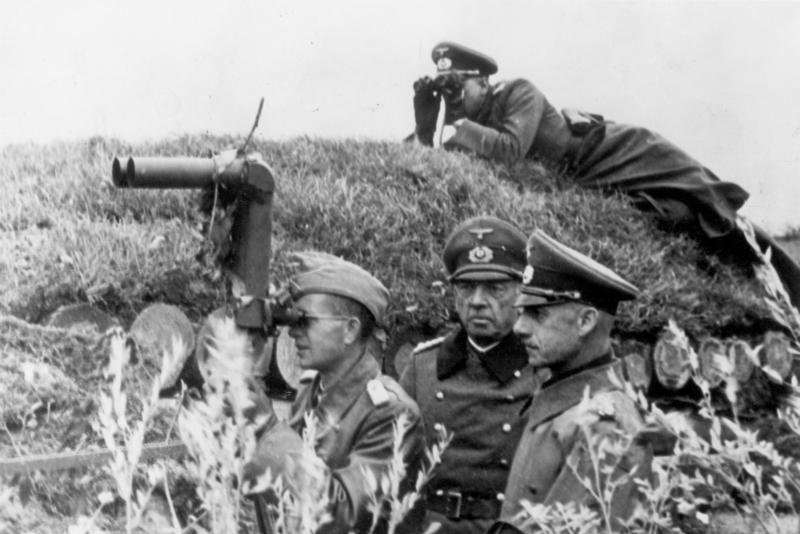
1941年10月11日，威廉·馮·里布和格奧爾格·馮·屈希勒在1個觀察哨站內

挫敗德國企圖攻佔列寧格勒的戰役轉折點是在1941年10月到12月於季赫溫出現。在季赫溫战役中，紅軍首次在第二次世界大戰於地面戰事中大规模打败德意志國防軍。
由於在戰爭開始時對混亂和指揮不當的紅軍取得輕鬆勝利的鼓舞和希望快速攻佔列寧格勒，威廉·馮·里布已指示其部隊到達季赫溫，季赫温是到達列寧格勒道路上的主要城鎮之一。這場勝利將讓德軍從北方集團軍轉移其部隊至德國中央集團軍，以參加對莫斯科的一場決定性的攻擊。德軍在坦克的數量上對蘇軍佔有壓倒性的優勢，在11月8日成功地佔領季赫溫。但蘇聯第4軍團的新任司令基里爾·梅列茨科夫，通過採用積極防禦和不斷的反擊以減緩及其後阻止了德軍的前進。梅列茨科夫其後發動反攻，於12月10日收復季赫溫。
在戰鬥期間，蘇聯最高統帥部下令梅列茨科夫組織一個新的沃爾霍夫方面軍。到12月30日，他迫使馮·里布退回到德軍對季赫溫攻勢起點的陣地上。根據專門研究東線的軍事歷史學家大衛·格蘭茲表示：「這是在第二次世界大戰中閃電戰理論的概念首次失敗……導致蘇聯在莫斯科取得勝利」。
蘇聯在季赫溫戰役的勝利，直接支援了參與莫斯科戰役的紅軍。德軍不但未能從北方集團軍派遣單位支援中央集團軍，而且被迫對相反的方向進行增援。據格蘭茲的研究，“在戰爭中這個最關鍵的時期，32%的德意志國防軍部隊在普里皮亞季沼澤進行作戰，幾乎包括2個完整的裝甲兵團，被束縛在沿著或毗鄰季赫溫的戰鬥”。德軍在戰鬥中損失了45,000名人員。
由於馮·里布未能迅速攻佔列寧格勒，希特勒不耐煩地說：“里布已經老糊塗了，他不能掌握和實施我迅速攻佔列寧格勒的計畫。他過分執著地防守西北地區，並希望成為協助在中路進攻莫斯科的計畫。他顯然是衰老了、失去了他的膽識，有如一個真誠的天主教徒只會祈禱而不進行戰鬥。” 
作為一個老派的德國將領，馮·里布沒有在希特勒從遠方管理下有效地進行指揮，他被認為是一位被扶持的將領。人們有時說，是希特勒開除了里布，但這是不正確的：1942年1月，馮·里布要求離職，希特勒同意。據官方宣布，馮·里布是因病下台，而不是因為他戰敗而被開除。大將格奧爾格·馮·屈希勒暫時指揮北方集團軍，而希特勒從此以後再沒有起用馮·里布。

### 戰後

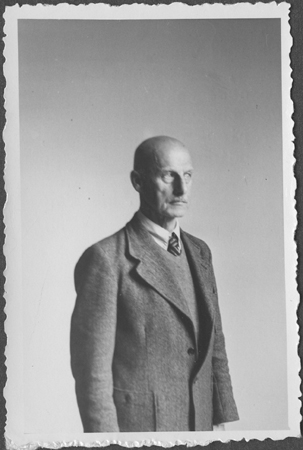
馮·里布元帥在紐倫堡國際軍事法庭委員會聽證會休會期間所拍攝的照片。

1945年5月，里布被美国人俘虏。由于文件混乱，他在1948年纽伦堡对国防军最高统帅部的审判中被判处三年监禁。尽管无法证明有罪行为，但判决并未被推翻。审判结束后，他被释放，因为他自1945年以来一直被囚禁，被认为已经服完刑期。
从1954年起，他担任军事马克斯·约瑟夫勋章大法官。1956年4月29日，他在菲森附近的旧天鹅堡去世。

## 升官年序
- 候補軍官 - 1895年12月1日
- 高級上士 - 1896年1月18日
- 少尉 - 1897年3月3日
- 中尉 - 1905年5月13日
- 上尉 - 1912年3月7日
- 少校 - 1916年5月19日
- 中校 - 1920年12月28日
- 上校 - 1925年2月1日
- 少將 - 1929年2月1日
- 中將 - 1929年12月1日
- 砲兵上將 - 1934年1月1日
- 臨時大將 - 1938年2月28日
- 大将 - 1939年11月1日
- 元帥 - 1940年7月19日

## 與國家社會主義者的關係

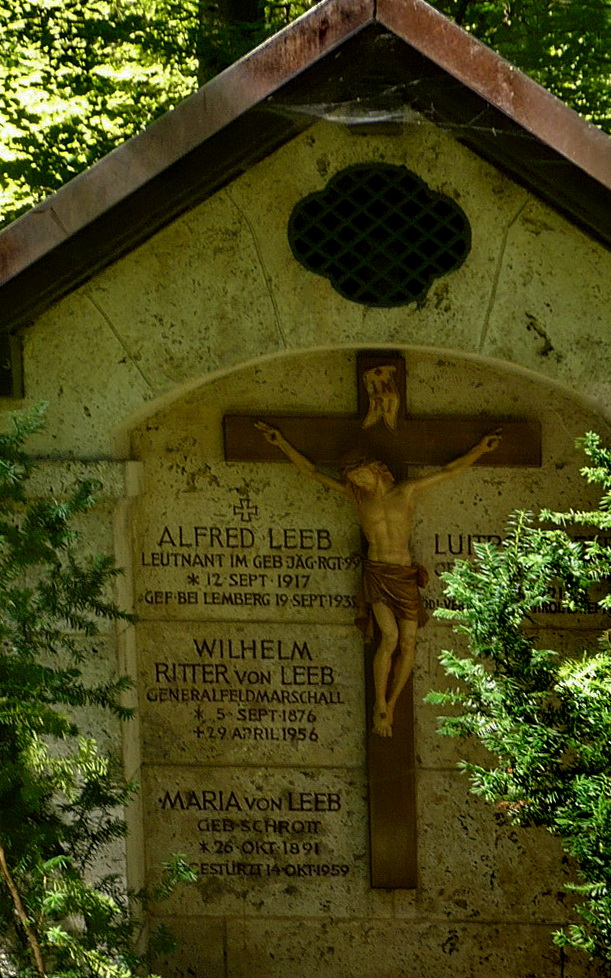
在索內森林公墓的墓碑 (Nr. 17-W-2)

馮·里布對納粹政權的態度是矛盾的：儘管他的公然蔑視希特勒和獨裁者的親信，他卻在1941年他65歲生日時接受了250,000德國馬克。1944年，馮·里布允許使用他的聲望為納粹宣傳，而他就提出了獲得1座價值638,000德國馬克的大型巴伐利亞產業。在1944年7月20日密謀案刺殺希特勒失敗後，馮·里布發出了肯定效忠元首的聲明，雖然表面上這是為了挽救自己和他家人的生命。